# 鈴木治彦
鈴木 治彦（すずき はるひこ、1929年8月18日 - ）は、日本のアナウンサー。愛称は「治さん」。味の素創業者一族・鈴木家の一人。

## 経歴
神奈川県藤沢市辻堂出身で、第二次世界大戦後に茅ヶ崎市へ転居して以来、茅ヶ崎に在住。慶應義塾中等部3年生の時に相撲中継がやりたくてアナウンサーへの道を志す。
1955年4月、第4期アナウンサーとしてラジオ東京（現在のTBS）入社（同期には田畑国夫・増子智英・松野道男・柳広武・大沢嘉子・杉田喜代子・高橋作子・松浦園子）。1966年1月にラジオ局放送部兼テレビ編成局アナウンス部に所属、1967年11月15日にはアナウンサー研修室設置に伴いチーフ・アナウンサーへ就任。その後、テレビ本部編成局朝ワイド制作部兼ラジオ局アナウンス室（1971年2月）、報道局朝ワイド制作部（1976年11月）、第二制作局朝ワイド制作部（1979年12月）、第二制作局（1981年7月）をそれぞれ歴任。
1984年8月にTBSを定年退職、フリーとなり、アナウンサー活動の他に歌舞伎解説・トークショー、宝塚のトークショー、ハワイアン司会、ジャズプロデュース・司会、旅、食べ歩き、料理と多種多様な趣味を仕事に取り入れ生かしていて、ボランティア活動として盲導犬育成基金の一助にとチャリティーコンサートも開催する等講演活動、Gフロンティアジャパン協会顧問も務める。

## 人物
自身の周囲には歌舞伎・演劇関係者が多く、父親の鈴木新助は6世中島三甫右衛門を名乗り、一時期東宝劇団の役者をしていた。新助は、当時中村もしほと名乗っていた中村勘三郎と東宝劇団に入団。勘三郎が亡くなるまで二人は親しかったという。母親は尾上梅幸夫人のいとこにあたる。
毎年6月に行われる「日本俳優協会賞」表彰式の司会進行も務めている。
また歌手の尾崎紀世彦は茅ヶ崎の自身の邸宅の隣に紀世彦の実家が在った関係で、紀世彦が幼少の時から見守ってきたことを語っている。
長期間担当していた『モーニングジャンボ奥さま8時半です』はTBS系列局の半数近くが放送されなかった。日本有線大賞や1981年（昭和56年）10月11日から放送された『人間ふしぎ不思議』などの司会で全国的には知られていた。福島県では、福島テレビで『奥さま8時半です』が長年ネットされたためか、テレビユー福島が開局時に放映したTBS系列の番組宣伝のCMには、鈴木が出演し、ナレーションも担当した。

## 出演番組

### TBSアナウンサー時代
ワイドショー番組
| 期間      | 期間         | 番組名                                      | 役職     |
| --------- | ------------ | ------------------------------------------- | -------- |
| 1965年4月 | 1965年8月    | 土曜ロータリー（テレビ）                    | 中継アナ |
| 1965年9月 | 1970年9月    | 土曜パートナー（テレビ）                    | 司会     |
| 1971年4月 | 1972年3月    | モーニングジャンボ（テレビ）                | 司会     |
| 1972年4月 | 1984年5月4日 | モーニングジャンボ奥さま8時半です（テレビ） | 司会     |

ラジオ・クイズ関連・特別番組・その他
- 私のえらんだヒット曲（1958年、ラジオ）[10][8]
- ただいまお話し中（1959年、ラジオ）[8]
- 歌謡ジョッキー（1960年、ラジオ）[8]
- TBS歌謡プレゼント（1961年、ラジオ）[8]
- レッツ・ゴー・ロック（1961年、ラジオ）[8]
- 暮らしのダイヤル（1963年、ラジオ）[10][8]
- 東芝歌謡パレード（1963年、ラジオ）[8]
- 人気歌手の歌（1963年、ラジオ）[8]
- コロンビア・ヒットショー（1963年、テレビ）[8]
- ミュージック・スコープ（1964年、ラジオ）[8]
- ハイ!歌謡曲（1964年、ラジオ）[8]
- あの歌この歌（1966年、ラジオ）[8]
- お笑い大行進（1966年、ラジオ）[8]
- テレビ四元宇宙中継　いま世界はあける（1967年1月1日、テレビ）総合司会[8]
- アップダウンクイズ（毎日放送・同局系列）
- ぐっと越えてる歌謡曲（1970年、ラジオ）[8]
- ビアホール名人会（ラジオ）[10][8]
- 人間ふしぎ不思議（1981年、テレビ）[8]

### フリーアナウンサー以後
- 午後は○○おもいッきりテレビ（日本テレビ、コメンテーター）
- おはよう!ナイスデイ（フジテレビ、1992年頃ゲスト・コメンテーター）
- 男の食卓（NHK）
- i-style（BS-i）
- ステージドア
- 対談・芸に生きる（スカイパーフェクTV!歌舞伎チャンネル）
- 土曜スペシャル（テレビ東京）
- みのもんたの人生相談デカ 〜おもいッきりテレビ殺人事件〜（日本テレビ）
- 久米宏 ラジオなんですけど（TBSラジオ・2018年3月17日）ゲスト[19]

## 著書
- 宝塚に愛をこめて（1979年、学研）
- 奥さま8時半です モーニングジャンボ10年間のうらおもて（1980年、櫂書房）
- 心を魅きつける話し方12章 もっと好かれる秘訣を教えます（1981年、大和出版）
- 鈴木治彦の結婚司会術　一味ちがう司会の台本とアイディア（1982年、永岡書店）
- アナウンサーの独り言（1983年、光風社出版）
- 女らしい思いやりのすすめ12章 男性に嫌われない秘訣を教えます（1984年、大和出版）
- この輝きに魅せられて 素敵な人の生き方30章（1989年、広済堂出版）
- 困ったときの男性・女性あいさつ・スピーチ集 : 冠婚葬祭、おつき合い（1990年、婦人生活社）
- へえ、それ初耳です　鈴木治彦ビッグウーマン面談（1992年、光人社）
- 奥様8時半です13年間の泣き笑い
- 人間ふしぎ発見
- おやじ魂